# Rezolucija Vijeća sigurnosti UN-a 1145
Rezolucijom Vijeća sigurnosti UN-a 1145, jednoglasno usvojenom 19. prosinca 1997., nakon konstatacije prestanka mandata Prijelazne vlasti Ujedinjenih naroda za Istočnu Slavoniju, Baranju i Zapadni Srijem 15. siječnja 1998. u skladu s Rezolucijom 1120 (1997.), Vijeće ovlastio skupinu za potporu od 180 civilnih policijskih promatrača, poznatu kao Grupa za podršku Ujedinjenih naroda (UNPSG), promatrati situaciju u istočnoj Hrvatskoj dodatnih devet mjeseci.
Vijeće sigurnosti podsjetilo je da je Organizacija za europsku sigurnost i suradnju (OESS) ojačala svoju misiju u Hrvatskoj kako bi uključila dvosmjerni povratak izbjeglica i raseljenih osoba i fokus na zaštitu njihovih ljudskih prava. Istodobno, Hrvatska je zatražila nastavak prisutnosti promatrača civilne policije Ujedinjenih naroda nakon prestanka mandata UNTAES-a.
Vladu RH podsjetili su na njezine obveze poštivanja ljudskih prava i temeljnih sloboda, istaknuvši da odgovornost za to snose Vlada, policijska i pravosudna tijela. Također je pozvana da ispuni svoje obveze, uključujući one postignute s UNTAES-om. Vijeće je također ponovilo pravo izbjeglica na povratak u svoje domove i pozdravilo napredak koji je hrvatska vlada postigla u tom pogledu, nadalje pozivajući na uklanjanje zakonskih prepreka i drugih zapreka dvosmjernom povratku. Istodobno je lokalnu srpsku zajednicu podsjetilo na zauzimanje konstruktivnog stava prema integraciji s ostatkom Hrvatske.
Vijeće sigurnosti osnovalo je, s učinkom od 16. siječnja 1998., skupinu za potporu od 180 policijskih promatrača na jedno razdoblje od devet mjeseci za nadzor policije u Podunavlju na sjeveroistoku Hrvatske u blizini granice sa Srbijom i Crnom Gorom. Promatrači bi posebno nadzirali povratak raseljenih osoba i preuzeli odgovornost za svo osoblje i imovinu UNTAES-a do završetka njegovog mandata. Konačno, rezolucija je završila zahtjevom da glavni tajnik Kofi Annan izvijesti o situaciji do 15. lipnja 1998.

## Vanjske poveznice
- Text of the Resolution at undocs.org
- United Nations Civilian Police Support Group established in Resolution 1145